# Fürstenhof (Eisenach)

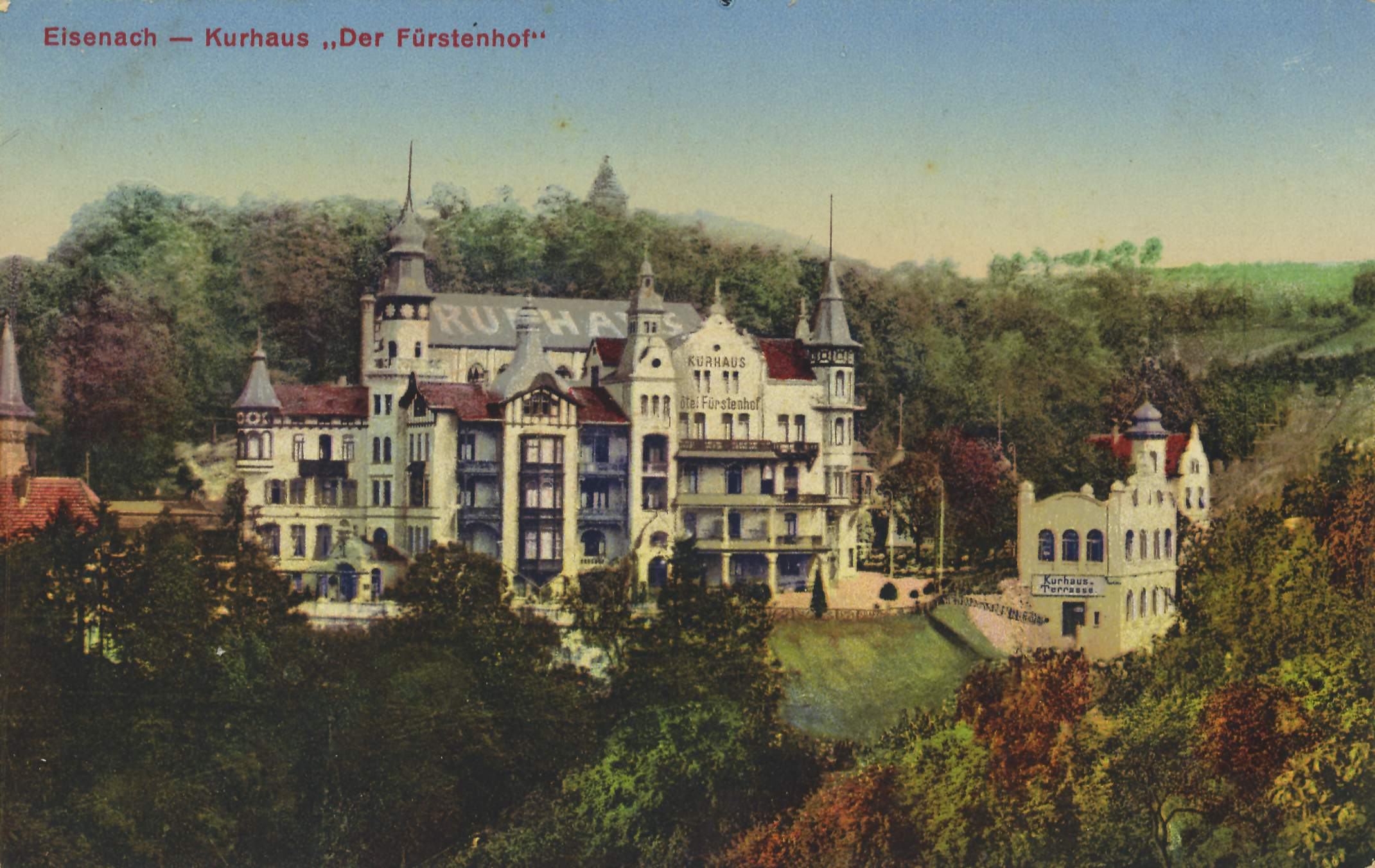
Hotel Fürstenhof (vor 1918)

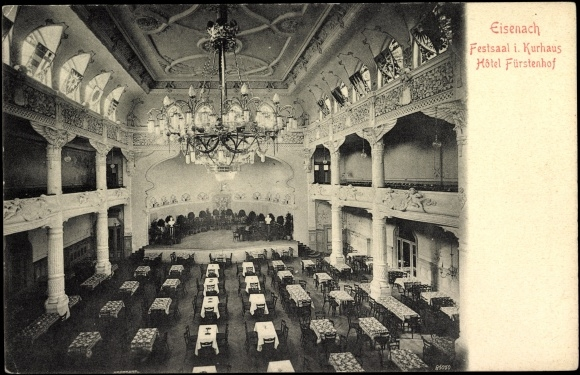
Ehemaliger Festsaal

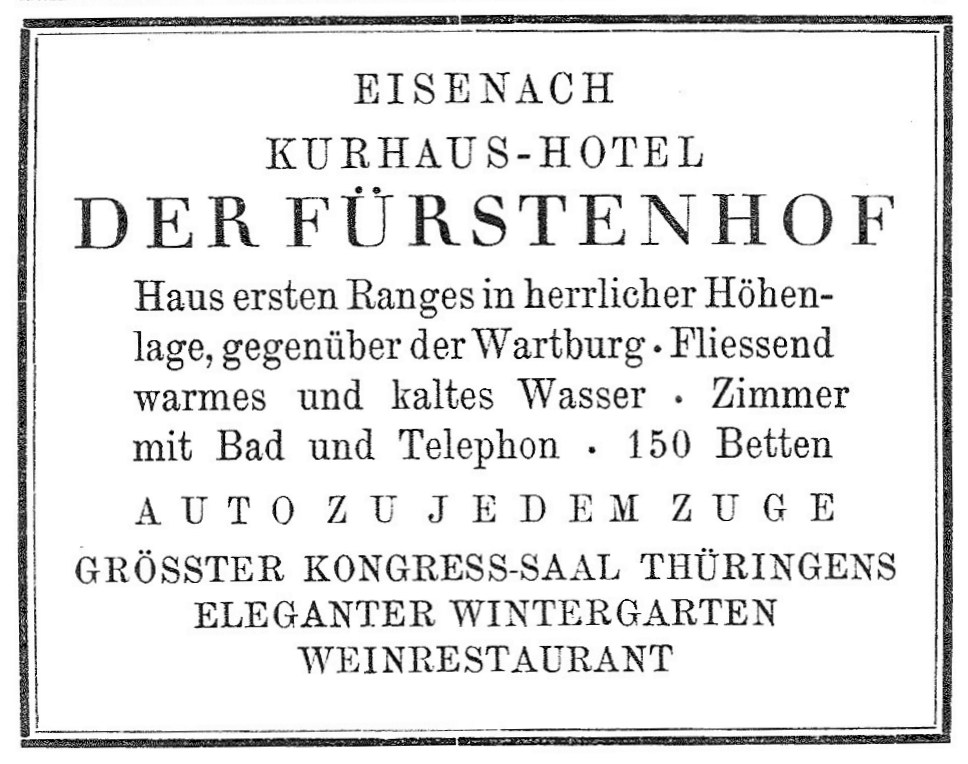
Anzeige des Hotels Fürstenhof (1927)

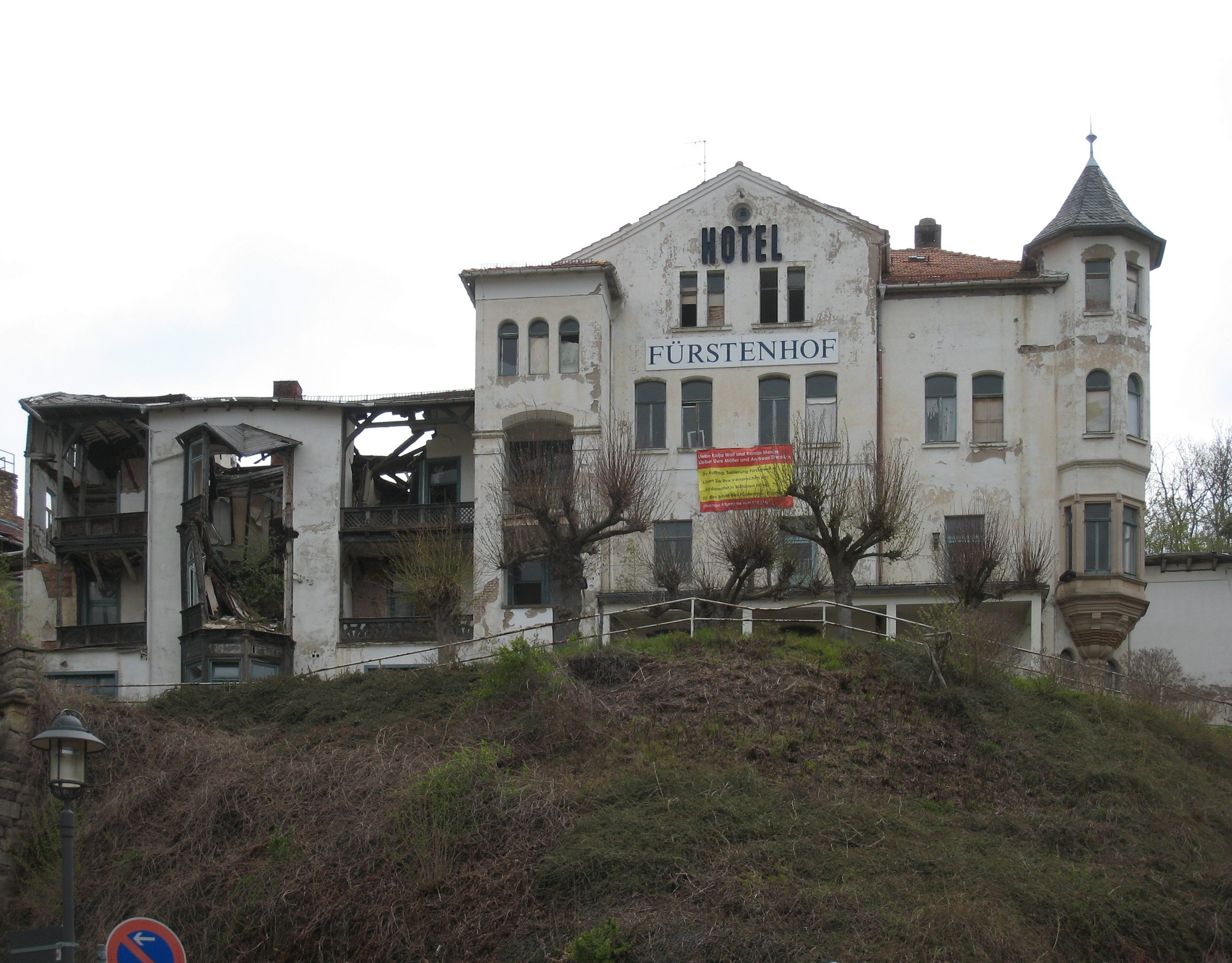
Teilweise eingestürzte Ruine von Südwesten (Mai 2021)

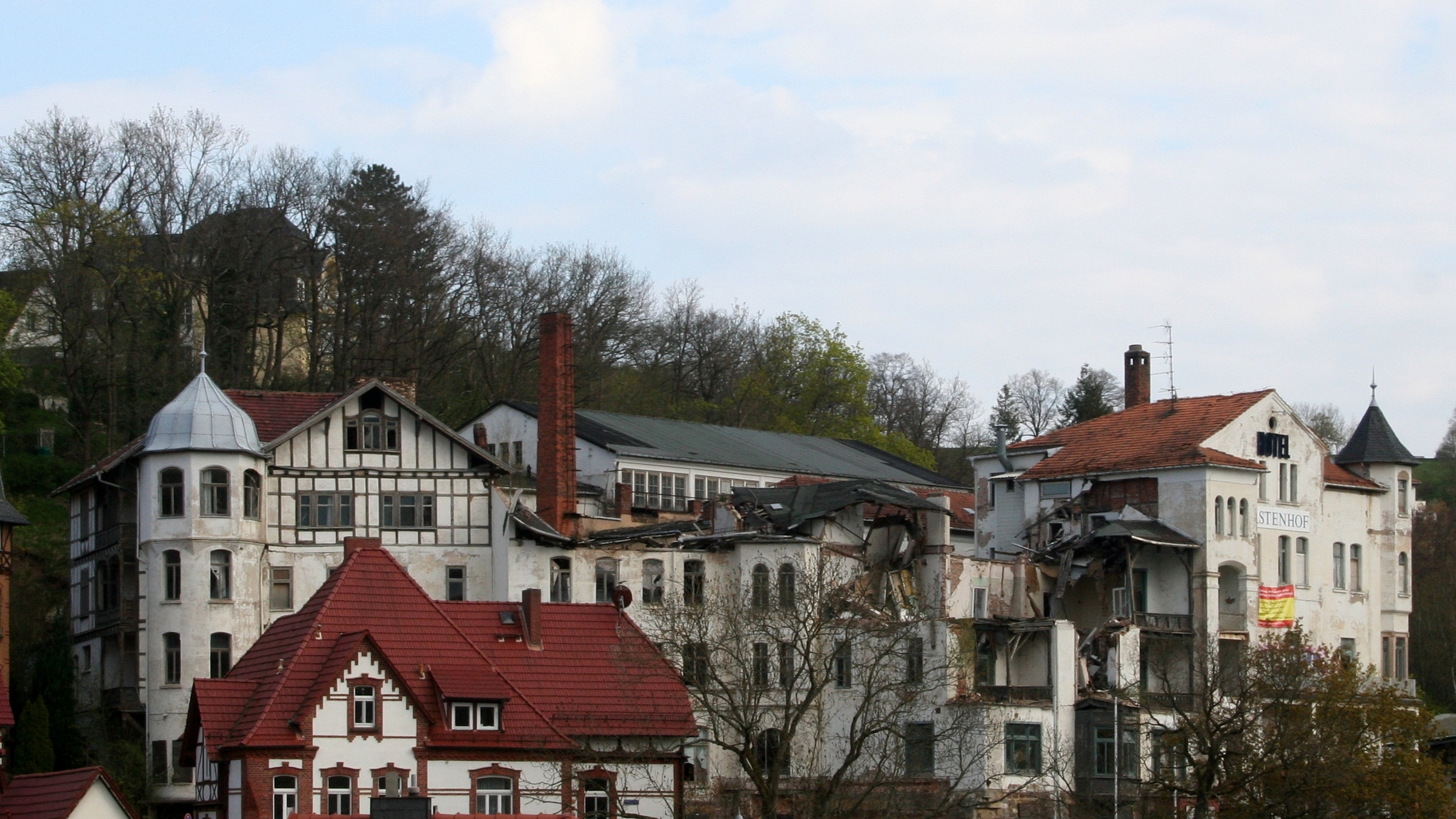
Ansicht von Westen (April 2022)

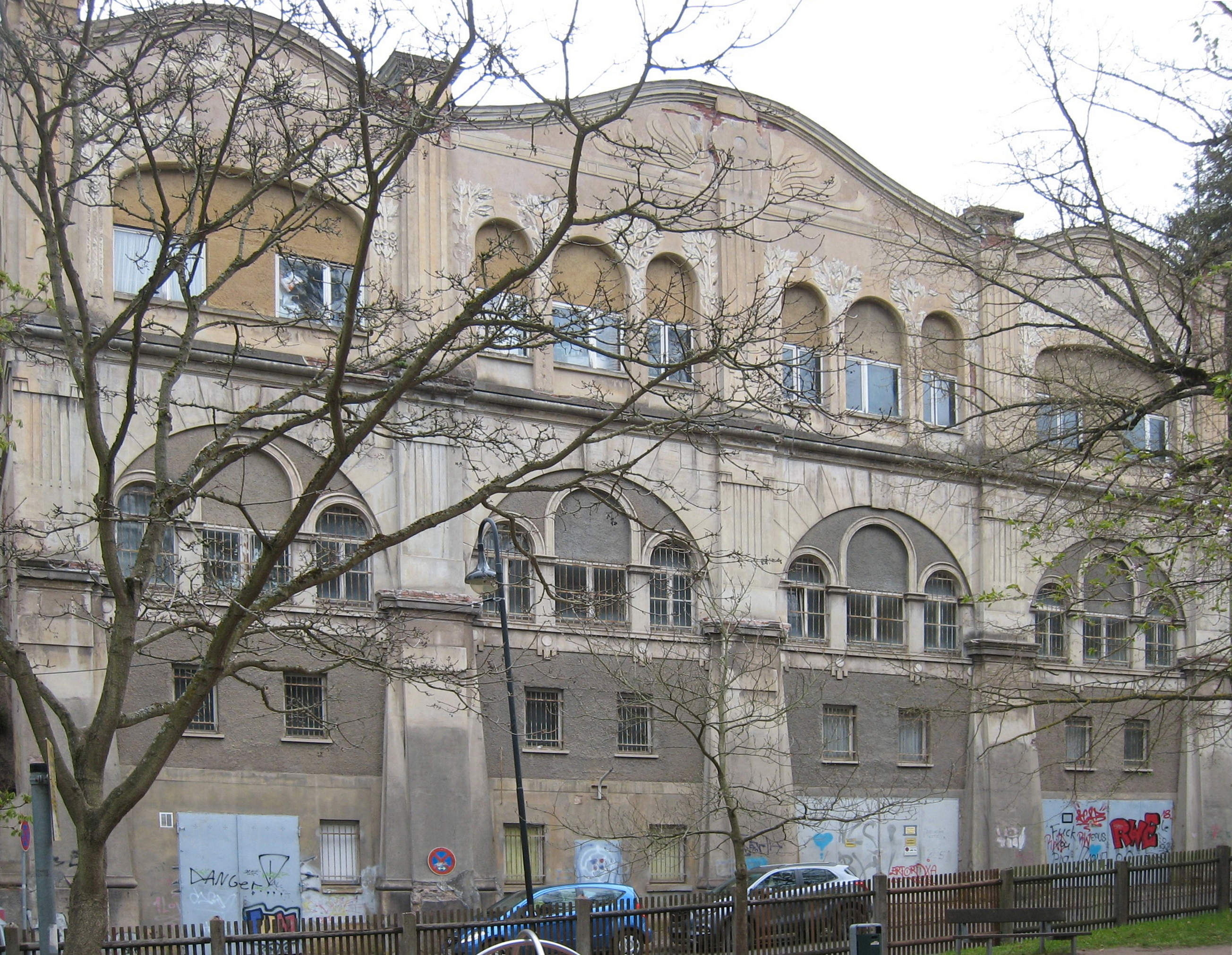
Ehemaliges Casino am Fuß des Hügels (2022)

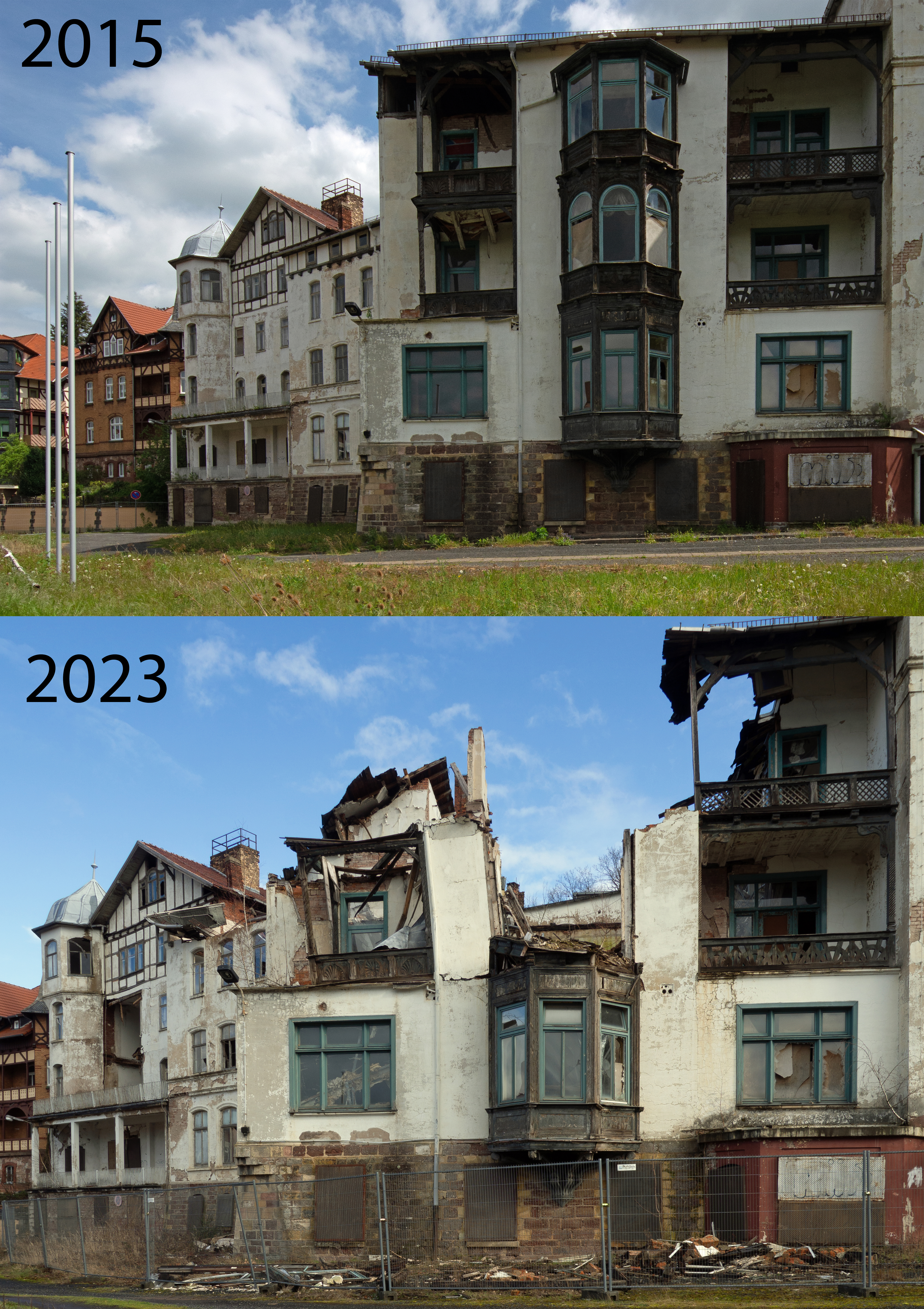
Vergleich Zustand 2015 zu 2023

Das ehemalige Kurhotel Fürstenhof ist ein Hotelkomplex im Südviertel der Stadt Eisenach in Thüringen, Luisenstraße 11–13. Die seit Mitte der 1990er Jahre leerstehenden Gebäude befinden sich in einem ruinösen Zustand. Nach dem Urteil des Verwaltungsgerichts Meiningen von Ende August 2021 darf das Gebäude samt der Nebenbauten abgerissen werden.

## Lage
Der Fürstenhof liegt im Eisenacher Südviertel innerhalb des Flächendenkmals Villengebiet Karthäuser Höhe oberhalb des an der Wartburgallee gelegenen Kartausgartens mit der Wandelhalle und oberhalb des KUNSTPavillons.

## Geschichte
1854 entstand mit dem Sommerhaus des Fleischermeisters Samuel Liebetrau der Ursprungsbau des späteren Hotelkomplexes. Dieses Haus wurde 1861 von dem Geologen und Bergbauunternehmer Johann Georg Bornemann erworben und schrittweise durch Anbauten ergänzt. So entstand die „Villa Bornemann“, die nach dem Tod von Bornemann (1896) verkauft wurde. Nach Umbau und Erweiterung durch die Architekten Georg Unruh und Lorenz Freitag wurde in dem Gebäude am 15. Mai 1902 das „Kurhaus Hotel Fürstenhof“ eröffnet. Der große Festsaal bot zu diesem Zeitpunkt bereits für 1800 Personen Platz und galt als größter Veranstaltungssaal in Thüringen. Die bürgerliche Oberschicht in Eisenach war bestrebt, den Ort nach dem Vorbild von Baden-Baden in eine mondäne Kurstadt zu verwandeln. 1903 wurde an der Waisenstraße den Hang aufnehmend eine Kurhausterrasse mit Garagen im Erdgeschoss und einem weiteren Grottensaal im Zwischengeschoss errichtet. Aus dem Kurhaus entstand nach Aufgabe der Kurstadtpläne durch weitere An- und Umbauten das „Hotel Fürstenhof“, das durch den schrittweisen Ausbau ein eklektizistisches Erscheinungsbild erhielt. Markant waren mehrere Zwiebeltürme auf dem Gebäude, die heute größtenteils nicht mehr erhalten sind. Auf den Grundmauern der Kurhausterrasse wurde in den 1920er Jahren ein Casino errichtet.
1928 kam es zu einem Brand in dem Gebäude, das den Ballsaal und damit den Mittelpunkt des Gebäudekomplexes vernichtete. Danach wurde es 1930 nach einem Entwurf von Curt Mergenbaum, Willy Krüger und Hermann Fischer-Barnicol im Auftrag der Stadt Eisenach in vereinfachter Form wiederaufgebaut.
Die frühen 1930er Jahre waren auch in Eisenach von politischer Instabilität geprägt. Der nun auf 2000 Plätze vergrößerte Ballsaal wurde häufig für Wahlkampfveranstaltungen gebucht. Am 5. Juli 1932 wurde durch eine Verbrüderung der Eisenacher KPD- und SPD-Ortsgruppen die Rote Einheitsfront der Eisenacher Arbeiterschaft gegründet, am 23. Oktober 1932 sprach Adolf Hitler als Hauptredner bei einer Wahlkampfveranstaltung der Eisenacher NSDAP-Ortsgruppe.
Während des Zweiten Weltkriegs brach der Tourismus ein; die größeren Hotels in Eisenach wurden angewiesen, die Mehrzahl ihrer Zimmer für die Nutzung als Fronterholungsheime und zur Rehabilitation von Verwundeten bereitzustellen. Das Hotel blieb während der Luftkämpfe im September 1944 und nach der Kapitulation der Stadt im April 1945 unbeschädigt. Zunächst wurden Obdachlose und Flüchtlinge eingewiesen. Im Herbst begann die Stadtverwaltung damit, den Saal als Podium für künftige Veranstaltungen herzurichten. Am 25. September berichtete der damalige Oberbürgermeister Karl Hermann über die ersten Aufbauerfolge in der Stadt und nutzte den Abend für eine Vorstellung seiner Pläne für den bevorstehenden Umbau der Stadtverwaltung. Es folgten Großveranstaltungen der Eisenacher SPD- und KPD-Ortsgruppen am 19. Oktober und 9. November 1945. Am 19. Februar 1946 warb Wilhelm Pieck für den Zusammenschluss von KPD und SPD.
In den folgenden Jahren wurde das Hotel umfassend renoviert und diente auch als Veranstaltungsort für Kultur-, Sport- und Tanzveranstaltungen, für Tanzschul-Bälle und Galaveranstaltungen der Stadtverwaltung und Eisenacher Betriebe. In den 1950er Jahren wurde das Haus in „Hotel Stadt Eisenach“ umbenannt; seinen ursprünglichen Namen erhielt es erst 1991 zurück.
Der Niedergang der Gebäude infolge unzureichender Erhaltung setzte bereits nach 1945 ein. 1996 wurde das Hotel endgültig geschlossen, das Gebäude steht seither leer. Vandalismus, Diebstahl, Brandstiftung und fehlende Bauunterhaltung führten zum baulichen Verfall der Gebäudesubstanz. Untersuchungen in den Jahren 2000 und 2003 kamen zu dem Ergebnis, dass eine Sanierung unwirtschaftlich sei. 2004 wurde der Denkmalschutz für den Gebäudekomplex angesichts des baulichen Verfalls und der architektonischen Verluste während der DDR-Zeit aufgehoben. Die Gebäude unterliegen seither nur noch dem Ensembleschutz im Flächendenkmal „Villengebiet Karthäuser Höhe“ und sind Bestandteil des Ersatz- und Ergänzungsgebiets „Wandelhalle“ im Südviertel. Ein Jahr später wurde der Fürstenhof bei einer Zwangsversteigerung veräußert. Die Stadt Eisenach verzichtete auf ihr gesetzliches Vorkaufsrecht.

## Aktuelle Situation
Auf Grund eines Sachverständigen-Gutachtens, das die Unwirtschaftlichkeit der Sanierung bestätigte, beantragte der Eigentümer im November 2014 den Abriss des gesamten Gebäudekomplexes. Die Eisenacher Stadtverwaltung lehnte den Komplettabriss ab und schuf auf Initiative des damaligen Baudezernenten Andreas Ludwig die Voraussetzungen, die Liegenschaft in das Stadtumbaugebiet „Innenstadt-Georgenvorstadt“ aufzunehmen, um dem Eigentümer den Zugang zu Fördermitteln zum teilweisen Erhalt des Gebäudekomplexes zu ermöglichen.
Am 07.12.15 wurde ein Bauvorbescheid genehmigt, der vorsah, die Sanierung der früheren Villa Bornemann  und die südlich gelegene Villa mit dem „Fürstenhof“ Schriftzug zu erhalten und auf den frei werdenden Flächen den Bau von vier Stadtvillen vorsah.
Im Vertrauen auf die in Aussicht gestellten Fördermittel in Mio. Höhe für die Sanierung ( TA 07.01.2016) wurde ein Bauantrag auf Basis des genehmigten Bauvorbescheides „Neubau von 4 Stadtvillen“ von den SWG Architekten, Eisenach unter Mitwirkung der Wartburg Sparkasse am 21.12.2016 eingereicht.
30.12.16 Verkauf des Projektes und der Liegenschaft an die Rebo Consult, einem renommierten Bauträger aus Thüringen ( z.B. Hohe Sonne) vermittelt durch den Vorstand der Wartburg Sparkasse.
08.03.17 die Stadt Eisenach stellt fest, dass sie keine kommunalen Eigenmittel zur Sicherung einsetzen wird und es keinen Anspruch auf Fördermittel gibt.
Rückabwicklung des Kaufvertrages mit der rebo Consult, weil die Stadt weder die Baugenehmigung „Neubau von 4 Stadtvillen“ erteilt noch eine verbindliche Finanzierungszusage für die Sicherung nur für die Fassaden der Bornemannschen Villa und dem Gebäude mit  „Fürstenhof“ Schriftzug geben will.
Von den von der Stadt beantragten Fördermitteln in Höhe von ca. 850 T€  wurden nur ca. 209 T€ genehmigt. Eine Sanierung beider Gebäude ist betriebswirtschaftlich betrachtet, nicht rentabel.
03.01.18 Erteilung der Baugenehmigung „Neubau von 4 Stadtvillen“ vom 21.12.2016 ( nach 13 Monaten)!
Im Vertrauen auf die Zusagen der Stadtverwaltung, Fördermittel in Mio. Höhe zu beschaffen, haben die SWG Architekten mehrere Vorschläge mit der Stadtplanung abgestimmt und eine weitere Bauvoranfrage eingereicht. Am 18.06.18 wurde der Bauvoranfrage im Bauausschuss einstimmig zugestimmt. Inhalt dieser Bauvoranfrage ist der Abriss der Bornemannschen Villa und ca. 1/3 des Gebäudes mit dem Fürstenhof Schriftzug und dessen Sanierung nach historischem Vorbild.( TA 20.06.2018).
Der positive Bauvorbescheid steht immer noch aus!
Untätigkeit, Verweigerungshaltung, Mangel an Bereitschaft zur Mitwirkung und unkooperatives Verhalten unter der Amtsführung von Bürgermeister Uwe Möller führen zur Einreichung diverser Klagen gegen die Oberbürgermeisterin Katja Wolf ab Juli 2018:
•       Klage auf Totalabriss.
•       Schadenersatzklagen in Höhe von ca. 500 T€ auf Grund Untätigkeit in Bezug auf Erteilung der Baugenehmigung ( 13 Monate).
•       Untätigkeitsklage wg. Nichtbescheiden der Bauvoranfrage vom 06.04.18
•       Unterlassungsklage gegen den Bürgermeister Möller wegen falscher Tatsachenbehauptung
Im Zusammenhang mit der Klage auf Totalabriss droht der Verwaltungsgerichtspräsident Dr. Schneider mit Einschaltung der Kommunalaufsicht wegen Nichtvorlage und Unvollständigkeit der Verwaltungsakte in beiden Klageverfahren ( „nur mit Befremden feststellen kann, dass die Beklagte seit nunmehr fast einem Jahr auf gerichtliche Schreiben beharrlich nicht reagiert. Wir werden uns daher u.a. an die Kommunalaufsicht wenden)“
Ende August 2021 entschied das Verwaltungsgericht Meiningen, dass eine Sanierung des inzwischen teilweise eingestürzten Gebäudeensembles nicht wirtschaftlich und ein Komplettabriss zulässig sei. Laut Urteil ist die Stadt Eisenach verpflichtet, dem Eigentümer der Immobilie die bislang verwehrte Abrissgenehmigung zu erteilen. Das Gebäudeensemble sei bereits eingefallen und damit nach Einschätzung des Gerichts nicht mehr ortsprägend.
Urteil Unterlassungsklage gegen Bürgermeister Möller wegen falscher Tatsachenbehauptung:
„Es komme daher nicht auf die Frage an, ob eine (unrichtige) Tatsachen- behauptung oder ein bloßes Werturteil vorliege, wobei hier von einer falschen Tatsachenbehauptung auszugehen sei. Es sei eine Äußerung „ins Blaue hinein" gewesen. Die Beklagte habe offenbar bislang überhaupt keine Vorstellungen zum Verkaufswert des Objekts im entwickelten Zustand…. Angesichts des Tenors des Artikels „Stadt überlegt den Fürstenhof zu kaufen" sei es wohl in erster Linie darum gegangen, den Kaufpreis zu drücken bzw. den Eigentümer durch die Versagung der beantragten Genehmigung verkaufsbereit zu machen.Zudem bestehe der Eindruck, dass Gesetz und Recht für die Beklagte nicht immer maßgeblich seien und das Bauvorhaben des Klägers bewusst blockiert werde. Eine Wiederholungsgefahr bestehe.
Der  Gesprächsfaden ist in der Amtszeit von H. Uwe Möller abgebrochen ( VG Meiningen Auszug aus Urteilsbegründung).
H. Möller wurde wegen Nichtstun öffentlich diskreditiert.  „Auf Eisenachs Bürgermeister Uwe Möller kommen schwierige Zeiten zu“: Linke kündigen … Abwahlantrag an. SPD … ob dem Baubürgermeister Untätigkeit vorgeworfen werden kann. Möller glänzt durch Nichtstun. TA 02.10.19:  
Die Stadt will den Totalabriss weiter verhindern und hat gegen das Urteil des Verwaltungsgerichts Meiningen Berufung beantragt.
Am Karfreitag 2022 stürzte der älteste Teil des Bauensembles, die frühere Villa Bornemann, weiter ein.
Auf Basis eines gemeinsamen Workshops in 2023, initiiert von Bürgermeister Ihling in Abstimmung mit der Stadtplanung und dem Thüringer Landesamt für Denkmalschutz und Archäologie wurde am 05./23.10.23 eine erneute Bauvoranfrage „Neubau von 2 Villen mit Tiefgarage und Stellplätzen“ eingereicht, die im Ausschuß für Stadtentwicklung, Klima und Verkehr am 04.12.23 einstimmig befürwortet wurde und zum 20.08.2024 zu einem positiven  Bauvorbescheid mit dem AZ 00749-23-65 geführt hat. 
Damit ist das Quartier „Fürstenhof – Eisenach“ final beplant und baurechtlich abgesichert.
Historische Chancen der Stadt zum Erhalt der beiden Gebäude, zumindest der Fassaden blieben ungenutzt:
- Ausübung des Vorkaufsrechts (z. B. 2005)
- Unterstützung des Kaufvertrags, rebo Consult/Wartburg Sparkasse/ Eigentümer der den Erhalt der Fassaden vorsah
- Mediation
- Erteilung einer Abbruchgenehmigung